# LADSPA
LADSPA (Linux Audio Developers Simple Plugin API) はオーディオフィルタや音響信号処理を取り扱うAPIであり、LGPL-2.1-or-laterでライセンスされている。

## 概要
Linux オーディオデベロッパーメーリングリストの合意を通して、元々Linux向けに設計されたが、他のさまざまなプラットフォームで動作する。多くのオーディオ関連の自由ソフトウェアプロジェクトに使用され、様々なLADSPAプラグインが存在する。
LADSPAは本質的にはC言語で書かれた1つのヘッダファイルとして実装されている。
多くのオーディオプラグイン規格があり、最もメジャーで現代的なソフトウェアシンセサイザーやサウンドエディタは様々なものをサポートしている。最も良く知られている規格はスタインバーグのVirtual Studio Technologyであろう。
LADSPAは他の規格の「最大公約数的な」ものだけを提供する点が特徴である。これは規格の範囲が限定的であること意味するが、この規格がシンプルであり、これを使用して書かれたプラグインが他のプログラムに埋め込みやすいという事でもある。
この規格は時間と共に少しずつ変化をしたために、互換性の問題は滅多にない。
DSSIはインストゥルメントプラグインを包括する為に、LADSPAを拡張している。
LV2はLADSPAをベースとした後継規格であるが、拡張を容易にしており、それによりユーザインターフェースやMIDI信号などをカスタムすることができる。